# Грамос
Гра́мос (греч. Γράμμος) — горный хребет на северо-западе Греции, отрог Пинда. Находится неподалёку от границы с Албанией на границе периферийных единиц Янины и Кастории. Высочайший пик — Цука-Пецик (Τσούκα Πέτσικ) высотой 2522 метра над уровнем моря, четвёртая по высоте вершина в Греции. Другие пики — Перифано (Περήφανο, 2444 метров), Диасело (Διάσελο, 2393 метров), Эпано-Арена (Επάνω Αρρένα, 2192 метров), Като-Арена (Κάτω Αρρένα, 2075 метров), Маври-Петра (Μαύρη Πέτρα, 2169 метров) и Бандарос (Μπανταρός, 2036 метров). Длина горы составляет примерно от 15 до 20 километров, а ширина около 15 километров. Место ожесточённых боев в ходе Гражданской войны в Греции 1946—1949 годов.
Южнее находится гора Змоликас.
Используется людьми преимущественно для лесоводства, животноводства и охоты. Является важной областью обитания для птиц, среди них полевой конёк, пёстрый каменный дрозд, беркут.